# Dizy, Marne
Dizy  là một xã thuộc tỉnh Marne trong vùng Grand Est đông nam nước Pháp. Xã này nằm ở khu vực có độ cao trung bình 72 mét trên mực nước biển.
Thị trấn nằm ở thung lũng sông Marne, trên tuyến đường bộ chính giữa Épernay (3 km) và Rheims (23 km).
Thị trấn nằm ở phía bắc Magenta, nam Champillon, đông của Hautvillers và tây của Ay.
Năm 1881 có tên gọi là Dizy cho đến năm 1801, sau đó là Dizy-sur-Marne, lấy tên củaf Dizy-Magenta. Năm 1965, khi Magenta độc lập này lấy lại tên gọi Dizy.